# Mastigodryas amarali
Espèce
Synonymes
- Eudryas amarali Stuart, 1938

Mastigodryas amarali est une espèce de serpent de la famille des Colubridae.

## Répartition
Cette espèce se rencontre :
- à Trinité-et-Tobago ;
- au Venezuela, dans les États de Nueva Esparta, Sucre, Bolívar, Guárico et Monagas, et sur l'île de Margarita.

## Étymologie
Cette espèce est nommée en l'honneur d'Afrânio Pompílio Gastos do Amaral.

## Publication originale
- Stuart, 1938 : Studies on Neotropical Colubrinae VI. A new species of Eudryas from South America. Copeia, vol. 1938, no 1, p. 7-8.